# Hainosaurus
L'ainosauro (gen. Hainosaurus) è un rettile marino estinto, appartenente ai mosasauri. Visse nel Cretaceo superiore (Santoniano – Maastrichtiano, 85 – 65 milioni di anni fa). I suoi resti sono stati ritrovati in varie località di Europa e Nordamerica.

## Descrizione
Questo animale era un gigantesco rappresentante dei mosasauridi, le grandi lucertole marine diffuse verso la fine del Cretaceo. La lunghezza dell'ainosauro poteva raggiungere i 17-19,5 metri, mentre il solo cranio era lungo oltre un metro e mezzo. Il corpo di questo rettile era ben adattato alla vita acquatica, con tanto di zampe trasformate in strutture simili a pagaie e una lunga coda appiattita lateralmente. Il corpo era anch'esso allungato (erano presenti 53 vertebre dorsali). Il cranio, robusto e di forma triangolare, era dotato di una dentatura formidabile costituita da numerosi denti appuntiti e forti, mentre la punta del muso era sprovvista di denti. Questa caratteristica si riscontra anche nell'affine Tylosaurus. Rispetto a quest'ultimo, però, la forma delle narici era più allungata, il corpo era più lungo e la coda leggermente più corta (e le vertebre con i chevron erano di meno rispetto a Tylosaurus).

## Classificazione

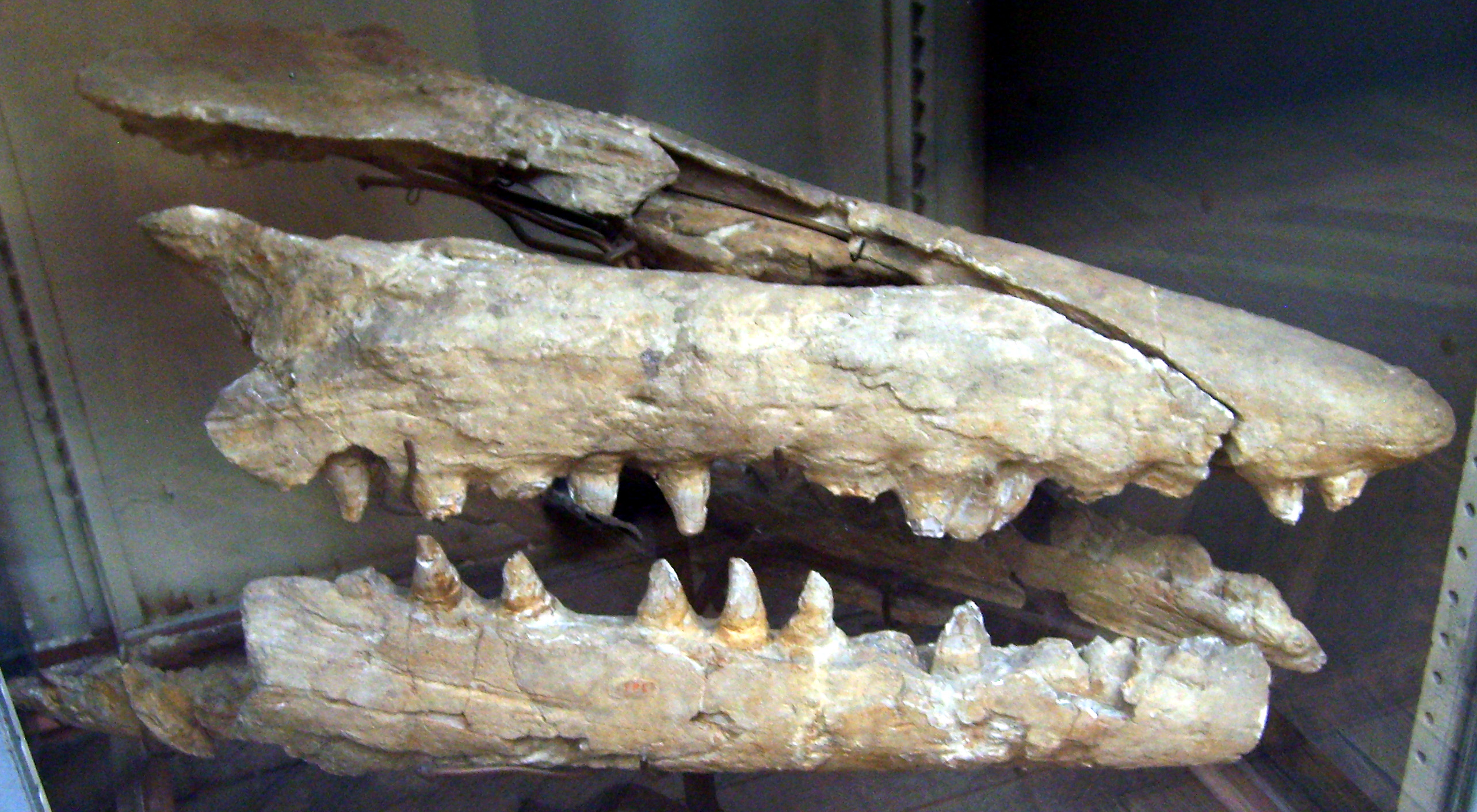
Fossile di Hainosaurus gaudryi, forse una specie di Tylosaurus

Questo mosasauro gigantesco è un tipico rappresentante della sottofamiglia dei tilosaurini (Tylosaurinae), che includeva grandi predatori di mare aperto, dal cranio caratteristico. Rispetto a Tylosaurus, però, l'ainosauro possedeva una coda più corta e un corpo più allungato. Si ritiene che il parente più stretto di questo animale possa essere stato Taniwhasaurus della Nuova Zelanda. Il genere Hainosaurus è stato descritto per la prima volta da Louis Dollo nel 1885 sulla base di resti rinvenuti in Belgio; il nome significa “lucertola del fiume Haine” (in risposta alla “lucertola della Mosa”, Mosasaurus). La specie tipo è Hainosaurus bernardi, rinvenuta in Francia e Belgio in terreni del Maastrichtiano. In Svezia, invece, viveva H. ivoensis, affine alla precedente. In Canada è stata trovata l'analoga specie H. pembinensis, mentre la più antica è H. gaudryi, del Santoniano della Francia. Queste ultime due specie, tuttavia, sono state considerate recentemente appartenenti al genere Tylosaurus.

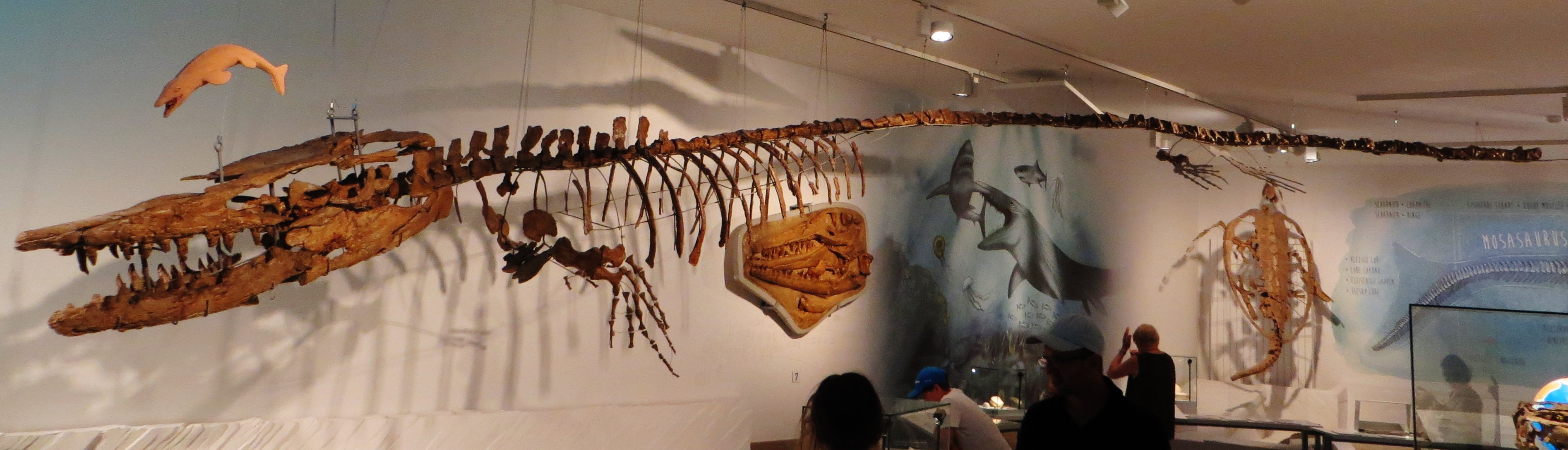
Scheletro di Hainosaurus bernardi

## Stile di vita
Questo mosasauro gigante doveva essere un predatore poco specializzato ma molto efficiente: le caratteristiche, infatti, fanno supporre che fosse in grado di predare praticamente ogni animale gli capitasse a tiro. Nel 1904 è stato descritto un esemplare di questo animale in cui si erano conservati i resti del carapace di una grande tartaruga all'interno della regione dell'intestino. Evidentemente il gigantesco mosasauro era riuscito a inghiottirla intera, anche se rimane un mistero come sia riuscita a passare un'intera tartaruga dalla gola dell'ainosauro. 

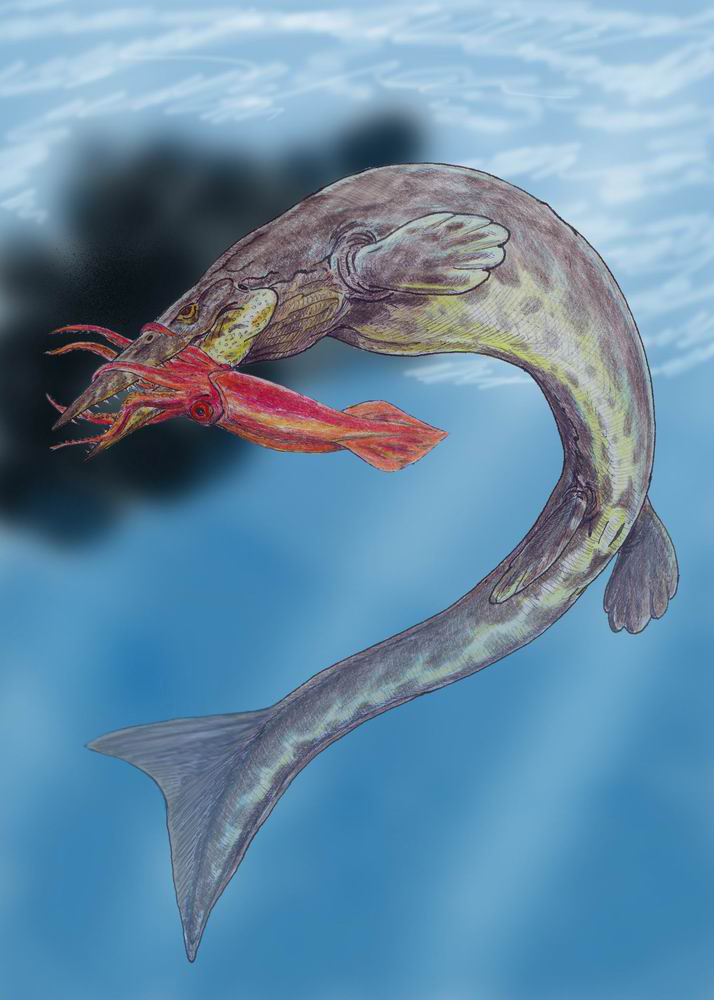
Ricostruzione di Hainosaurus mentre si ciba di un cefalopode

L'ainosauro possedeva un'arma in più rispetto agli altri mosasauri, ovvero la punta del muso a forma di rostro; questo poteva essere usato per scagliarsi contro le prede e colpirle con violenza, come fanno attualmente i delfini contro gli squali. Questa tattica sarebbe confermata dal ritrovamento di un cranio fracassato di Mosasaurus hoffmanni, un'altra specie di mosasauro gigante. Sembra che il cranio sia stato colpito violentemente e fracassato in un sol colpo; l'unico animale conosciuto in grado di abbattere in quel modo un mosasauro gigante, a quel tempo, era l'ancor più grande Hainosaurus.